# Kófu

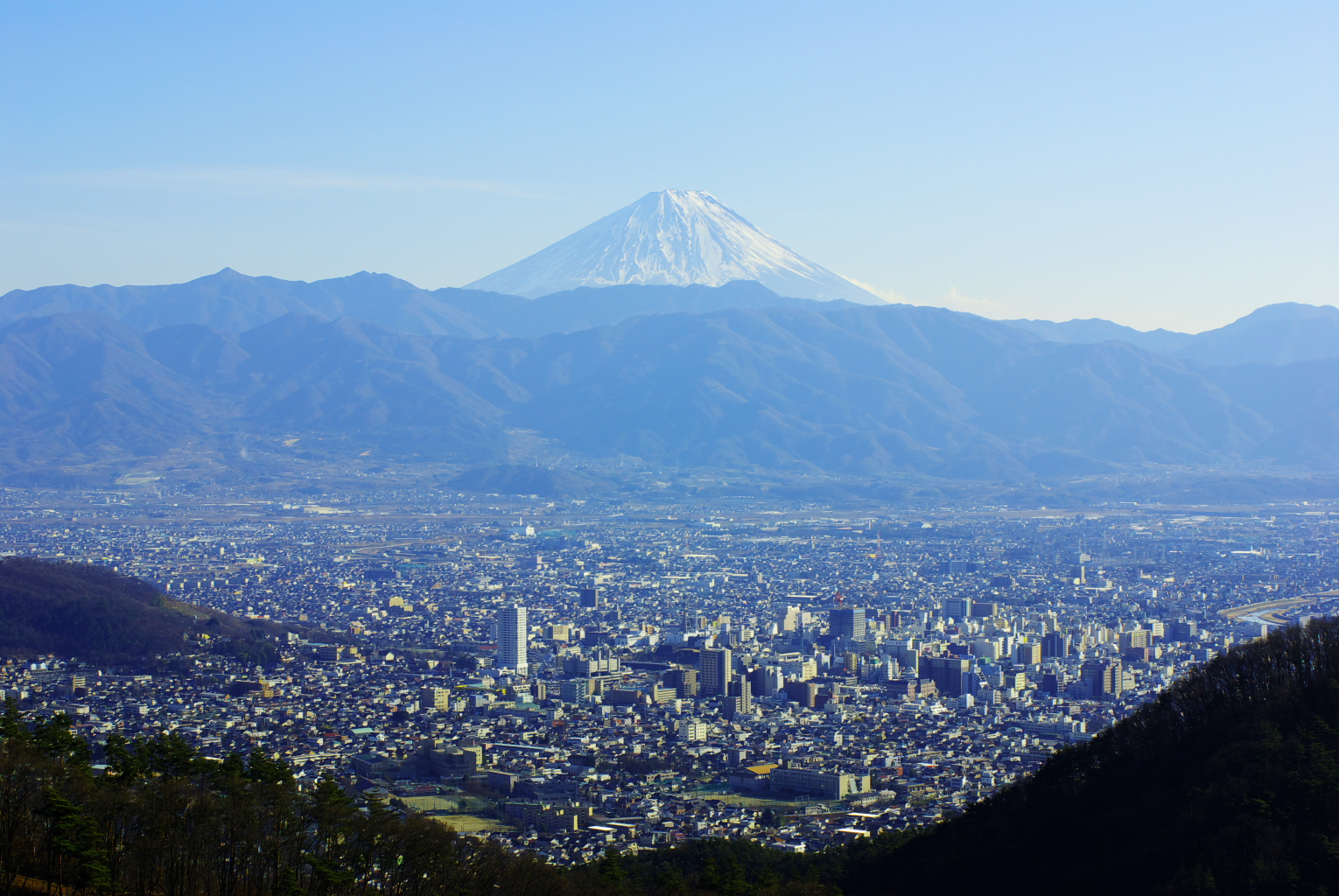
Pohled na město

Kófu (japonsky 甲府市; Kófu-ši) je hlavní město prefektury Jamanaši v Japonsku. Leží v těsné blízkosti k hoře Fudži.
Podle odhadu v roce 2005 mělo město 193 795 obyvatel a hustotu osídlení 1127,50 ob./km². Celková rozloha města je 171,88 km².
Město má mnoho památek na slavného vojevůdce období Sengoku Šingena Takedu.
Kófu je také známé pro svou přírodu – dvě třetiny plochy města jsou tvořeny horami a lesy.

## Partnerská města
- Čchongdžu, Jižní Korea
- Čcheng-tu, Čína
- Des Moines, Iowa, USA
- Lodi, Kalifornie, USA
- Pau, Francie
- Jamatokórijama, Japonsko